# Лудвиг III (Тек)
Лудвиг III фон Тек (на немски: Ludwig III Teck; * ок. 1285; † 28 януари 1334) от страничната линия Тек на рода на Церингите на херцозите на Тек, е свещеник (пастор) в Овен (1302 – 1312), пропст в Бол (1315 – 1317), подарява 1332 г. „Св. Петър“ в Овен до замък Тек.

## Произход
Той е третият син на херцог Конрад II „Рекс“ († май 1292) и първата му съпруга Ута фон Цвайбрюкен († 1290), дъщеря на граф граф Симон фон Цвайбрюкен († 1281/1283) и съпругата му фон Калв-Льовеншайн († 1281) или на втората му съпруга фон Цафелщайн († 1284). Внук е на херцог Конрад I († 1152) и Клеменца де Люксембург-Намюр († 1158). Брат е на Симон I († 1316), Конрад III († 1329) и Фридрих I († ок. 1300).
Погребан е в Овен.
- Замък Тек
- Замък Тек над Овен

## Фамилия
Лудвиг III се жени пр. 2 февруари 1322 г. за графиня Маргарета фон Труендинген († 10 август 1348), дъщеря на граф Фридрих II (VI) фон Труендинген († 1290) и графиня Агнес фон Вюртемберг († 1305). Те имат децата:
- Фридрих III († 28 септември 1390), женен 1359 г. за графиня Анна фон Хелфенщайн (* ок. 1360; † 18 ноември 1392)
- Ирмгард († ок. 13 декември 1363), омъжена за граф Еберхард III фон Неленбург († 10 март 1371)
- Ута, монахиня (1333), абатиса в манастир Цимерн (1358 – 1373)
- Агнес (* ок. 1320/1330; † 26 септември 1384), омъжена пр. 27 ноември 1336 г. за граф Виллхелм I фон Кирхберг († 10 август 1366), син на Бруно II фон Кирхберг († сл. 1356)
- дете